# やさしい気持ち
『やさしい気持ち』（やさしいきもち）は、日本の歌手CHARAの14枚目のシングルである。1997年4月23日発売。発売元はエピックレコードジャパン。

## 概要
- 資生堂「ティセラJ」CMソング
- 前シングル（YEN TOWN BAND名義として）のヒットに続き、オリコンシングルチャートにはソロ名義としては初となるTOP10（7位）にランクイン。50万枚以上の売り上げを記録[1]。現時点ではソロとして唯一の自己最高位を記録している。

## カバー、メディアでの使用
- 当時とんねるずの木梨憲武が『とんねるずのみなさんのおかげでした』内のコーナー「ほんとのうたばん」で、CHARAの舌足らずなボーカルをオーバーにし意味不明な言葉で歌うというパロディPVを披露し、本人を苦笑させた。またTwitter上でchara本人が「やっぱり、この人の私のモノマネがやばかった」と木梨の物まねについてつぶやいている[2]。
- 2009年にはHALCALIがこの曲をサンプリングした「Re:やさしい気持ち」が発売された。
- 2023年、サントリーのアルコール飲料「ほろよい」CMソング（春野によるカバー）[3]。

## 収録曲
全作詞：CHARA
1. やさしい気持ち(3:30)
作曲：CHARA、編曲：渡辺善太郎
2. Junior Sweet(6:27) 
作曲：CHARA・大沢伸一、編曲：大沢伸一

## 楽曲の収録アルバム

### やさしい気持ち
- オリジナル『Junior Sweet』（1997年9月21日）
※しあわせversion
- ライブ『MOOD〜Live 97-99』（2000年3月8日）
- ベスト『Caramel Milk〜THE BEST OF CHARA〜』（2000年11月1日）
- オムニバス『音椿〜the greatest hits of SHISEIDO〜紅盤〜』（2003年08月27日）
- オムニバス『FM802 presents MEET THE EPIC BEAT〜FUNKY EPIC 25〜』（2003年09月18日）
- オムニバス『J-Standard 003「元気」』（2004年4月21日）
- オムニバス『Love I〜memory of melody〜』（2006年2月22日）
- ベスト『Sugar Hunter〜THE BEST LOVE SONG OF CHARA』（2007年9月5日）
- オムニバス『Eve〜Songs For Sweet Memories』（2008年03月12日）
- オムニバス『Girls be ambitious!』（2008年3月26日）
- オムニバス『First Kiss-15 Special Love Songs』（2008年5月21日）
- DJ和『J-ポッパサイズ [DJ和 in No.1 J-POP MIX]』（2008年8月6日）
- オムニバス『クライマックス ロマンティック・ソングス』（2008年8月20日）
- マリエ・ディグビー『セカンド・ホーム』（2009年3月4日）
- セルフカバー『JEWEL』（2013年11月13日）
- リマスター再発盤『Junior Sweet -25th Anniversary Edition-』（2016年9月21日）
- オールタイム・ベスト『Naked & Sweet』（2016年11月16日）

### Junior Sweet
- オリジナル『Junior Sweet』（1997年9月21日）
- ベスト『Caramel Milk〜THE BEST OF CHARA〜』（2000年11月1日）
- オムニバス『RELAXIN' WITH JAPANESE LOVERS JAPANESE LOVERS ROCK COLLECTIONS』（2003年6月25日）
※Sakuragarian Dub Mix
- オムニバス『Beautiful Songs series Cool Beauty』（2004年09月22日）
- ベスト『Sugar Hunter〜THE BEST LOVE SONG OF CHARA』（2007年9月5日）
- セルフカバー『JEWEL』（2013年11月13日）
- リマスター再発盤『Junior Sweet -25th Anniversary Edition-』（2016年9月21日）
- オールタイム・ベスト『Naked & Sweet』（2016年11月16日）

## カバー
- 豊崎愛生（2011年） - 映像作品「豊崎愛生ファーストコンサートツアー "love your live"」に収録。
- 上白石萌歌 - 2016年10月よりキリンビバレッジ・午後の紅茶のCMソングとして起用された[4]。4年後の2020年にadieu名義として改め再録を施し、配信リリースされた。
- 東山奈央（2017年） - アニメ『月がきれい』第5話挿入歌
- 高木さん（高橋李依）（2019年） - TVアニメ『からかい上手の高木さん2』第12話エンディングテーマ。エンディングテーマアルバム『「からかい上手の高木さん2」Cover Song Collection』に収録。
- 水瀬伊織（釘宮理恵）（2021年） - 「THE IDOLM@STER MASTER ARTIST 4 12 水瀬伊織」収録。
- 春野（2023年） - サントリーが製造販売するアルコール飲料『ほろよい』のCMソング。同CMには、CHARAが出演している[3]。